# The Bridge (Billy Joel)
The Bridge è il decimo album discografico in studio del cantautore statunitense Billy Joel, pubblicato nel 1986.

## Tracce
1. Running on Ice – 3:15
2. This Is the Time – 4:59
3. A Matter of Trust – 4:09
4. Modern Woman – 3:48
5. Baby Grand (duetto con Ray Charles) – 4:02
6. Big Man on Mulberry Street – 5:26
7. Temptation – 4:12
8. Code of Silence (duetto con Cyndi Lauper) – 5:15
9. Getting Closer – 5:00